# Timur Gayret
Timur Gayret (* 8. August 1998 in Berlin) ist ein deutscher Fußballspieler.

## Karriere
Nach seinen Anfängen in der Jugend von Hertha 03 Zehlendorf wechselte er im Winter 2016 in die Jugendabteilung des FC Viktoria 1889 Berlin. Für seinen Verein bestritt er zehn Spiele in der A-Junioren-Bundesliga, bei denen ihm insgesamt ein Tor gelang. Im Sommer 2016 kehrte er zu seinem Jugendverein zurück und wurde dort zu Beginn der nächsten Saison in den Kader der ersten Mannschaft in der Oberliga Nordost aufgenommen. In der darauffolgenden Spielzeit wechselte er abermals zum FC Viktoria 1889 Berlin in die Regionalliga Nordost. Nach 23 Ligaspielen wechselte er im Sommer 2019 ligaintern zur zweiten Mannschaft von Hertha BSC.
Im Sommer 2022 wechselte er zum Drittligisten Hallescher FC und kam dort auch zu seinem ersten Einsatz im Profibereich, als er am 24. Juli 2022, dem 1. Spieltag, bei der 2:3-Auswärtsniederlage gegen den FSV Zwickau in der 61. Spielminute für Louis Samson eingewechselt wurde.
Zur Saison 2024/25 unterzeichnete Gayret einen Vertrag beim Sportclub Verl.

## Erfolge
FC Viktoria 1889 Berlin
- Berliner Landespokal-Sieger: 2018/19

Hallescher FC
- Sachsen-Anhalt-Pokal-Sieger: 2022/23, 2023/24